# Marc Kasowitz
Marc Elliot Kasowitz, född 28 juni 1952 i New Haven, Connecticut, är en amerikansk advokat och delägare i advokatbyrån Kasowitz Benson Torres som han var med och grundade 1993. Han är personlig advokat till USA:s president Donald Trump.
Kasowitz kommer från en judisk familj. Hans farföräldrar Samuel och Rose Kasowitz emigrerade till USA från Polen. Kasowitz avlade kandidatexamen (B.A.) i amerikansk historia vid Yale University 1974. Därefter fortsatte han sina studier vid Cornell University, där han avlade juristexamen (J.D.) 1977. Under sin tid vid Cornell var han även redaktör på tidskriften Cornell Law Review. Han blev medlem i delstaten New Yorks advokatsamfund 1978. Sedan 1993 är han delägare i advokatbyrån Kasowitz Benson Torres i New York som han var med och grundade. Nyhetskanalen CNBC har beskrivit honom som "the toughest lawyer on Wall Street". Hans tjänster kostar i genomsnitt cirka 1500 amerikanska dollar i timmen.